# Robert Birley
Sir Robert Birley, KCGM, Spitzname Red Robert (* 14. Juli 1903 in Medinipur, Bengalen, Britisch-Indien; † 22. Juli 1982 in Somerton, Vereinigtes Königreich), war ein  britischer Lehrer, Hochschullehrer und Reformpädagoge sowie ein prominenter Apartheids-Gegner. Als Educational Advisor der Control Commission for Germany/British Element verantwortete er 1947 bis 1949 unter dem britischen Militärgouverneur Brian Robertson die Implementierung der Reeducation und den Aufbau des Bildungssystems in den deutschen Ländern der britischen Besatzungszone.

## Leben
In der Rugby School und im Balliol College erhielt Birley eine akademische Ausbildung. 1926 begann er seine Karriere als Master für Geschichte am Eton College. 1930 heiratete er Elinor Margaret Frere (1904–1992), mit der er zwei Kinder hatte. 1935 wurde er zum Headmaster der Charterhouse School ernannt. 1944 war er ein Hauptautor des Fleming Reports, der die Rolle der Public Schools im britischen Schulsystem beleuchtete und der Regierung Empfehlungen für eine Schulreform unterbreitete.
Im Frühjahr 1947 wurde er Educational Advisor in der britischen Besatzungszone Deutschlands. In dieser Funktion war er direkt dem britischen Zivilgouverneur William Asbury unterstellt und nach ihm die oberste Instanz für Erziehungsfragen. Bei dieser Aufgabe, der er anfangs von Berlin und dann von Düsseldorf aus nachging, oblag es ihm, das von den Alliierten vorgegebene Konzept der Reeducation umzusetzen und Grundlagen für eine demokratische Bildungsarbeit im britisch regierten Teil Nachkriegsdeutschlands zu entwickeln. Der dazu von Birley mitentwickelte Ansatz, auch reconstruction genannt, bestand darin, deutsche Politiker, Fach- und Verwaltungsleute des Zonenbeirats nach dessen Sitzungen zu „zwanglosen Diskussionen“, gemeinsamen Theaterbesuchen und Cocktailpartys einzuladen, die Akteure und ihre Mentalität kennenzulernen, an ihr Verantwortungsgefühl zu appellieren, die erforderliche Schulreform durch die von ihnen gegründeten deutschen Länder selbst entwickeln zu lassen und hauptsächlich auf einen Austausch nationalsozialistisch belasteten Lehrpersonals und -materials zu achten. Außerdem unterstützte Birley – inspiriert durch die Worker’s Educational Association in seinem Heimatland – zivilgesellschaftliche Bildungsinitiativen und die Gründung von Volkshochschulen mit freiheitlichen, auch sozialwissenschaftlich ausgerichteten Lehrplänen und Methoden, die der freien, individuellen Meinungsbildung und -äußerung Spielraum geben. Als ein wichtiges Beispiel für diese Förderung gilt sein Beitrag zum Zustandekommen einer Gesellschaft für kulturellen Austausch mit England, die 1949 unter Führung von Lilo Milchsack in Düsseldorf gegründet wurde. Aus dieser Initiative ging die heutige Deutsch-Britische Gesellschaft hervor.
Im August 1949 kehrte er nach England zurück und wurde zum Headmaster des Eton College berufen. Dieses Amt bekleidete er bis 1963. Ebenfalls 1949 hielt er auf Einladung des Radiosenders der BBC sogenannte „Reith Lectures“, die nach einer Idee von John Reith das intellektuelle und kulturelle Leben der Nation anregen sollten. In vier Beiträgen behandelte Birley unter dem Titel Britain in Europe: Reflections on the Development of a European Society die Geschichte und die Zukunft von Großbritanniens Einflüssen und wachsenden Verflechtungen in Europa. 1964 bis 1967 hatte er eine Gastprofessur an der Witwatersrand-Universität in Johannesburg (Südafrika) inne. 1967 bis 1971 war er Professor und Dekan des Department of Social Science and Humanities der City University London. In dieser Zeit schrieb und las er ausführlich über Themen wie Erziehung und Bildung, Apartheid und Menschenrechte. Bis heute wird dieses Engagement dort durch Sir Robert Birley Memorial Lectures gewürdigt. 1968 bis 1982 war Birley Professor für Rhetorik am Gresham College. 1979 bis 1980 war er Präsident der Bibliographical Society of London.

## Schriften (Auswahl)
- The English Jacobins from 1789 to 1802. Milford, London 1924.
- als Herausgeber: Speeches and documents in American history. Drei Bände, Oxford University Press 1943–1951.
- The German problem and the responsibility of Britain. SCM Press, London 1947.
- Sunk without trace. Some forgotten masterpieces reconsidered. Hart-Davis, London 1962.
- The history of Eton College Library. Provost & Fellows, Eton 1970, ISBN 0-902154-01-X.
- The concept of Europe. An historical survey. T.E.A.M, Exeter 1974, ISBN 0-85450-003-0.
- History and idealism. Essays, addresses and letters. Murray, London 1990, ISBN 0-7195-4837-3.